# Chiesa di Santa Maria Assunta (Sabbioneta)
La chiesa arcipretale di Santa Maria è la parrocchiale di Sabbioneta, in provincia di Mantova e diocesi di Cremona; fa parte della zona pastorale 5.

## Storia
Nelle Rationes Censum et Decimarum del 1404 si legge che la chiesa era filiale della pieve di Casalmaggiore.

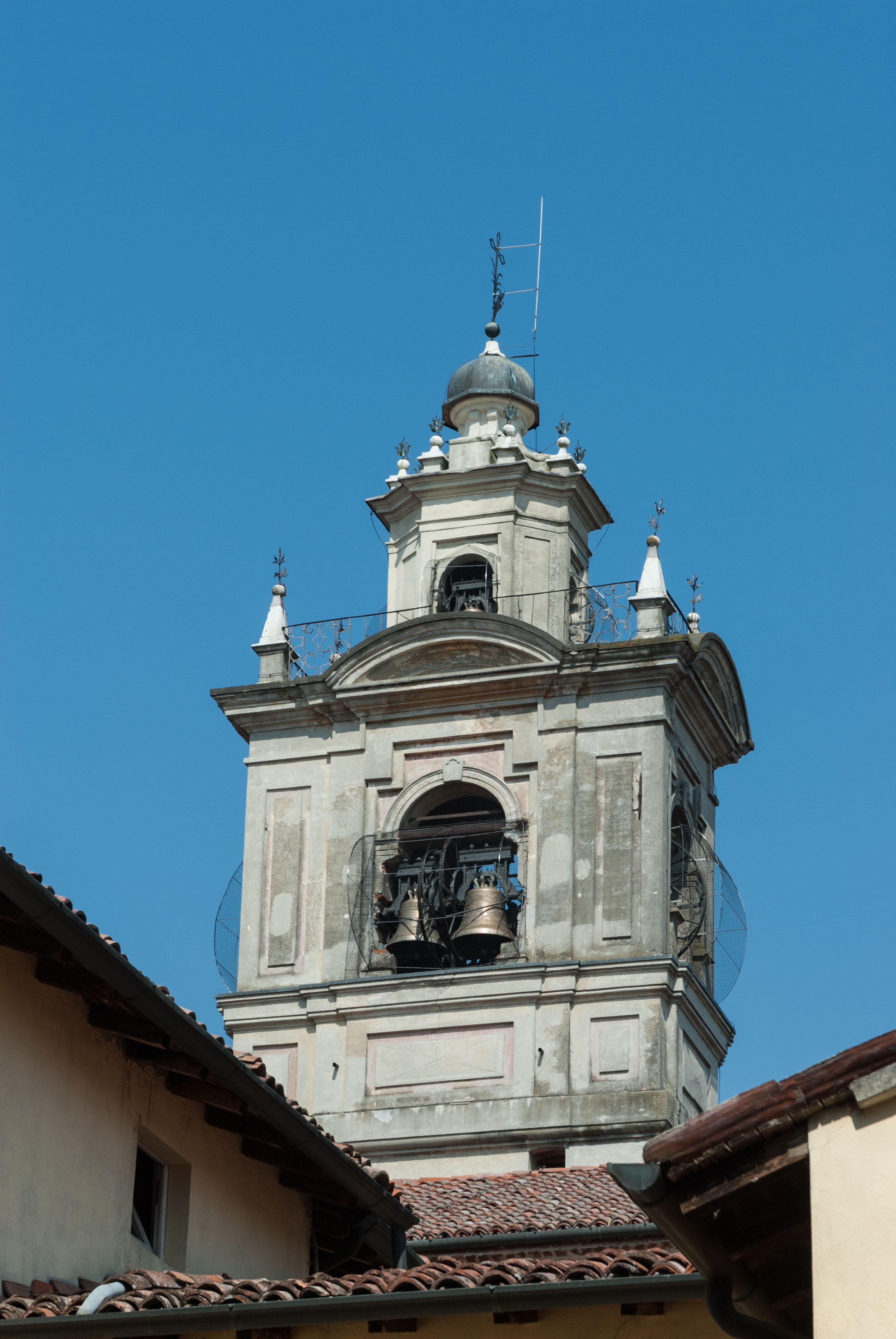
Il campanile

 Verso la metà del XVI secolo Vespasiano Gonzaga decise che, nell'ottica di realizzare la città ideale secondo i canoni rinascimentali, anche la chiesa avrebbe dovuto essere riedificata; il progetto fu affidato a Pietro Martire Pesenti e la prima pietra dell'erigenda parrocchiale venne posta nel 1562. Nel 1585 terminò la costruzione dell'abside, mentre nel 1592 fu portato a compimento l'originario campanile.
Dalla relazione della visita pastorale del 1601 del vescovo di Cremona Cesare Speciano s'apprende che i fedeli erano 2000, che a servizio della cura d'anime c'erano il parroco, nove sacerdoti, un diacono, un subdiacono e sei chierici e che la chiesa era a capo di un vicariato, che comprendeva anche le parrocchie di Villa Pasquali, Breda Cisoni e Ponteterra.
Nel 1786 i parrocchiani ammontavano a 1460, saliti a 1505 nel 1810.
Il 29 settembre 1975, con l'emanzansione del decreto vescovile che stabiliva la riorganizzazione territoriale della diocesi, il vicariato di Sabbioneta, nel quale erano inserite, oltre alla parrocchia sabbionetana, quelle di Bellaguarda, Breda Cisoni Brugnolo, Commessaggio, Ponteterra, Rivarolo del Re e Villa Pasquali, venne soppresso.

## Interno
Opere di pregio conservate all'interno della chiesa, ad un'unica navata con soffitto a botte ribassata, sono l'organo, costruito nel 1851 da Giovanni Battista Lingiardi e restaurato nel 1879 da Ernesto Lingiardi, una copia della tela della Madonna del Divino Amore di Raffaello Sanzio e le raffigurazioni eseguite da Antonio Bresciani e da Gaetano Ghidetti; inoltre, nella chiesa sono custoditi il Crocifisso miracoloso, dono di san Carlo Borromeo, e una sacra Spina della corona di Gesù Cristo.